# Cho Min-soo
Cho Min-soo (* 29. Januar 1965 in Seoul) ist eine südkoreanische Schauspielerin. Sie ist vor allem bekannt durch ihre Rolle in dem vielfach ausgezeichneten Film Pieta (2012) von Kim Ki-duk.

## Leben
1986 spielte Cho Min-soo erstmals in einem Film mit. Von da an erhielt sie zahlreiche Rollen in südkoreanischen Fernsehserien. So wurde sie für ihre Rollen in Mount Jiri (1987) und Wang Rung’s Family (1989) jeweils mit dem KBS Drama Award in der Kategorie beste Darstellerin ausgezeichnet. Später gelangte sie vor allem durch ihre Rollen in Sandglass (1995) und Piano (2001) zu Popularität. Nach ihrer Hochzeit 2005 nahm sie eine Auszeit von der Schauspielerei, bis sie 2009 mit der SBS-Miniserie Will It Snow for Christmas? zurückkehrte.
Internationale Bekanntheit erreichte sie durch ihre Rolle in Kim Ki-duks Pieta wofür sie unter anderem mit dem Blue Dragon Award und dem Korean Association of Film Critics Award in der Kategorie beste Schauspielerin ausgezeichnet wurde.

## Filmografie

### Filme
- 1986: Chung: Blue Sketch (청 블루 스케치)
- 1986: Son of God (신의 아들 Sin-ui Adeul)
- 1990: I’m Gonna Do Something Shocking (난 깜짝 놀랄 짓을 할거야 Nan Kkamjjak Nollal Jiseul Halgeoya)
- 1995: Man (맨?)
- 2005: Boy Goes to Heaven (소년, 천국에 가다 Sonyeon, Cheonguk-e Gada)
- 2012: Pieta (피에타)
- 2014: Venus Talk (관능의 법칙 Gwanneung-ui Beobchik)
- 2018: The Witch: Subversion (마녀 Manyeo)

### Fernsehserien (Auswahl)
- 1987: Mount Jiri (KBS)
- 1989: Wang Rung’s Family (KBS)
- 1995: Sandglass (모래시계 Morae Sigye, SBS)
- 1995: Asphalt Man (아스팔트 사나이, SBS)
- 1999: Happy Together (해피 투게더, SBS)
- 2001: Piano (피아노, SBS)
- 2009: Will It Snow for Christmas? (크리스마스에 눈이 올까요?, Miniserie, SBS)
- 2011: My Daughter, Flower (내 딸 꽃님이 Nae Ttal Kkotnimi, SBS)
- 2013: Goddess of Marriage (결혼의 여신 Gyeolhon-ui Yeosin, SBS)